# Indiana Pacers 1988-1989
La stagione 1988-89 degli Indiana Pacers fu la 13ª nella NBA per la franchigia.
Gli Indiana Pacers arrivarono sesti nella Central Division della Eastern Conference con un record di 28-54, non qualificandosi per i play-off.

## Roster
| N° | Naz.                      | Ruolo | Sportivo          | Anno | Alt. | Peso |
| -- | ------------------------- | ----- | ----------------- | ---- | ---- | ---- |
| 3  | Stati Uniti (bandiera)    | G     | Scott Skiles      | 1964 | 185  | 82   |
| 4  | Stati Uniti (bandiera)    | G     | Richard Morton    | 1966 | 191  | 86   |
| 10 | Stati Uniti (bandiera)    | G     | Vern Fleming      | 1962 | 196  | 84   |
| 11 | Germania Ovest (bandiera) | A     | Detlef Schrempf   | 1963 | 206  | 97   |
| 11 | Stati Uniti (bandiera)    | G     | Sedric Toney      | 1962 | 188  | 178  |
| 14 | Stati Uniti (bandiera)    | GA    | Randy Wittman     | 1959 | 198  | 95   |
| 15 | Stati Uniti (bandiera)    | G     | Everette Stephens | 1966 | 188  | 79   |
| 22 | Stati Uniti (bandiera)    | A     | Anthony Frederick | 1964 | 201  | 93   |
| 23 | Stati Uniti (bandiera)    | AC    | Wayman Tisdale    | 1964 | 206  | 109  |
| 24 | Paesi Bassi (bandiera)    | C     | Rik Smits         | 1966 | 224  | 113  |
| 25 | Stati Uniti (bandiera)    | GA    | John Long         | 1956 | 196  | 88   |
| 31 | Stati Uniti (bandiera)    | GA    | Reggie Miller     | 1965 | 201  | 84   |
| 32 | Stati Uniti (bandiera)    | AC    | Herb Williams     | 1958 | 208  | 110  |
| 41 | Stati Uniti (bandiera)    | AC    | LaSalle Thompson  | 1961 | 208  | 111  |
| 45 | Stati Uniti (bandiera)    | A     | Chuck Person      | 1964 | 203  | 100  |
| 54 | Stati Uniti (bandiera)    | C     | Greg Dreiling     | 1963 | 216  | 113  |
| 55 | Panama (bandiera)         | AC    | Stuart Gray       | 1963 | 213  | 107  |

## Staff tecnico
- Allenatori: Jack Ramsay (0-7)  (fino al 17 novembre)[1], Mel Daniels (0-2) (dal 17 al 21 novembre)[2], George Irvine (6-14) (dal 21 novembre al 5 gennaio)[3], Dick Versace (22-31)
- Vice-allenatori: Dave Twardzik, Mel Daniels(fino al 17 novembre e dal 21 novembre)
- Preparatore atletico: David Craig